# Hinrich Kuessner

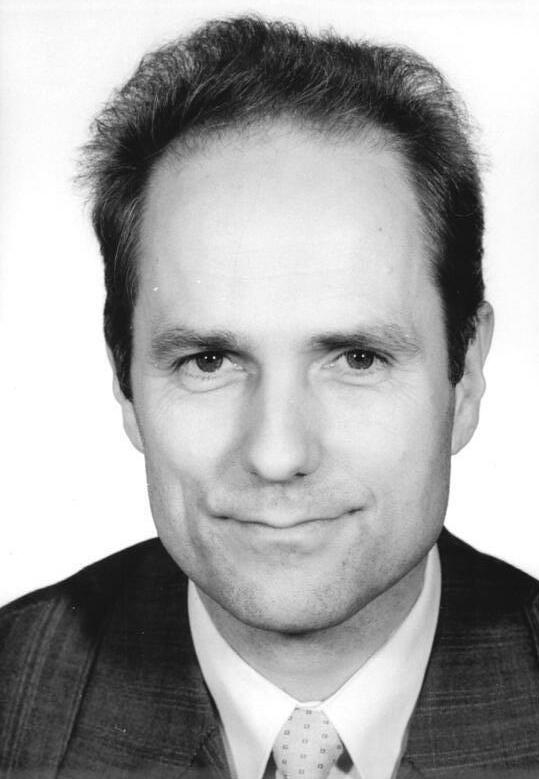
Hinrich Kuessner, 1990

Hinrich Kuessner (* 29. April 1943 in Gerdauen, Ostpreußen) ist ein deutscher Politiker (SPD). Er war von 1994 bis 1998 Landesminister und von 1998 bis 2002 Landtagspräsident in Mecklenburg-Vorpommern und zuvor Mitglied des Deutschen Bundestages.

## Ausbildung und Beruf
Nach seinem Abitur in Schwerin studierte Kuessner Theologie in Rostock und absolvierte von 1973 bis 1975 eine Verwaltungsausbildung in Greifswald, wo er von 1979 bis 1988 Geschäftsführer des Diakonischen Werks der Landeskirche Greifswald war.

## Partei
Im September 1989 schloss sich Kuessner dem Neuen Forum an, im Dezember 1989 der Sozialdemokratischen Partei in der DDR.
Nebenher leitete er von 1989 bis 1990 den Untersuchungsausschuss der Hansestadt Greifswald und war 1990 überdies auch noch Schatzmeister der DDR-SPD.

## Abgeordneter
Bei der Volkskammerwahl am 18. März 1990 wurde er für die SPD in die erste freigewählte Volkskammer gewählt und zog nach der Wiedervereinigung bei der Bundestagswahl 1990 in den Deutschen Bundestag ein. Er war dort Mitglied des Haushaltsausschusses und ab 1993 Obmann der SPD-Fraktion im Untersuchungsausschuss Treuhandanstalt.
Im Jahr 1994 verzichtete er auf eine erneute Kandidatur für den Bundestag. Stattdessen kandidierte er für den Landtag Mecklenburg-Vorpommerns, in welchen er am 16. Oktober 1994 gewählt wurde.
Nach dem Sieg der SPD unter Harald Ringstorff bei der Landtagswahl am 27. September 1998 und der Wahl Ringstorffs zum Ministerpräsidenten wurde Kuessner zum Landtagspräsidenten gewählt.
2001 kandidierte Kuessner für das Amt des Oberbürgermeisters in Greifswald, unterlag jedoch im zweiten Wahlgang mit 48,9 % der Stimmen dem CDU-Kandidaten Arthur König.
Im Jahr 2002 verzichtete Kuessner auf eine erneute Kandidatur für den Landtag und schied dementsprechend mit der konstituierenden Sitzung des vierten Landtages von Mecklenburg-Vorpommern im Oktober 2002 aus dem Amt.
Von 2004 bis 2009 gehörte Kuessner der Bürgerschaft Greifswalds an, verzichtete aber zur Kommunalwahl 2009 auf eine erneute Kandidatur.

## Öffentliche Ämter
In der nach der Landtagswahl vom 16. Oktober 1994 gebildeten Großen Koalition unter Ministerpräsident Berndt Seite (CDU) wurde Kuessner Sozialminister im Kabinett Seite II und übernahm nach dem Rücktritt Harald Ringstorffs 1996 überdies das Amt des stellvertretenden Ministerpräsidenten. Beide Ämter gab er nach seiner Wahl zum Landtagspräsidenten im Oktober 1998 ab.

## Ehrenamtliches Engagement
Von dessen Gründung im Jahr 2002 bis 2017 war Kuessner ehrenamtlicher Vorsitzender des Vereins Deutsch-Afrikanische Zusammenarbeit e. V. (DAZ) Er ist weiterhin als Beisitzer im Vorstand aktiv.

## Auszeichnungen
- 2011: Siemerling-Sozialpreis des Dreikönigsvereins Neubrandenburg[4]